# Regin
Regin (Reginn) – tytułowy bohater staroeddaicznej Pieśni o Reginie, najzręczniejszy ze śmiertelnych, okrutny, mądry i biegły w magii olbrzym żyjący w postaci karła, syn Hreidmara, brat Otra, Fafnira oraz Lyngheid i Lofnheid. Nie brał bezpośredniego udziału w ojcobójstwie dokonanym przez Fafnira, ale domagał się części skarbu należącego niegdyś do Andwariego. Fafnir jednak zagroził mu śmiercią i przepędził z ojcowizny. Wygnaniec znalazł schronienie u króla Hjalpreka i pracował dla niego jako kowal. Został też wychowawcą Sigurda, dla którego przekuł miecz Sigmunda w nowy – Gram. Podjudził wychowanka do zemsty za własną krzywdę, a po spełnionym czynie napił się krwi Fafnira, wyrżnął martwemu bratu serce i zażądał od wychowanka upieczenia go. Mając wszakże na względzie dawny skarb Andwariego, zamierzał zamordować Sigurda, sam jednak zginął z jego ręki stając się trzecią ofiarą klątwy ciążącej na złocie.